# Maurice Galland
Maurice Galland, né le 31 juillet 1947, est un metteur en scène, directeur artistique, régisseur et directeur et fondateur du Théâtre Libre de Saint-Étienne.

## Biographie
Maurice Galland a été formé au théâtre par Jean Dasté à la Comédie de Saint-Étienne, avec sa compagne Ghislaine Ducerf.
En 1965, il participe à la constitution d'une troupe semi-professionnelle de comédiens qui intégrera la Maison de la Culture de Firminy. C’est avec cette troupe théâtrale qu’il participera ensuite au premier off du festival d’Avignon en 1966. Pendant cette période, il mènera de front études et théâtre.
En 1972, Il monte à Paris. Il occupe différents postes tels que décorateur, ensemblier, puis directeur technique au Centre Dramatique, Théâtre du Campagnol.
En 1998, il fonde avec sa femme le "Théâtre Libre" à Paris.
En 1999, ils reviennent à Saint-Étienne, et fonde le Théâtre Libre (en référence à Andrée Antoine), sa compagne Ghislaine Ducerf, fonde l’atelier de costumes du Théâtre Libre. Selon la radio RCF, « Il est un pilier de la vie culturelle de Saint-Étienne ».

## Auteur et metteur en scène
En 2009, Maurice Galland écrit et met en scène la pièce de théâtre "Notre Terre qui êtes aux cieux" avec l'astronome et acteur de la pièce, Jean-Louis Heudier. L’astronome se découvre comédien et les deux hommes écrivent une pièce de théâtre qui brosse habilement les controverses qui ont accompagné la marche de la science et, notamment, la place de la Terre et de l’homme dans l’Univers. La pièce est jouée la première fois en juillet 2009, dans le cadre de l'Année mondiale de l'astronomie, à Saint-Michel-l'Observatoire.
En 2016, il écrit et met en scène la pièce de théâtre "L’ingénieur et la marionnette" à occasion du Bicentenaire de l’École des Mines et du 150e anniversaire de la Ligue de l’Enseignement. La pièce témoigne de la soif d'innovation des ingénieurs depuis l'époque des mines de charbons à nos jours. Le metteur en scène à notamment puisé ses sources auprès de Rolland Fournel, Philippe Jamet et Maurice Bedoin ainsi que de Hervé Jacquemin, professeur à l'École nationale supérieure des mines de Saint-Étienne. La pièce est accompagnée de créations musicales du compositeur Max Season,.